# Deloma
Deloma is een Duits historisch merk van motorfietsen.
De bedrijfsnaam was: Deloma Kraftfahrzeugwerke, Magdeburg.
Deloma was een van de honderden merken die in de eerste helft van de jaren twintig motorfietsen gingen produceren. Deloma startte in 1924 en kocht net als de meeste concurrenten inbouwmotoren in. In het geval van Deloma was dat de 142cc-Albertus-Rohöl-inbouwmotor die vele merken de das om deed vanwege zijn gebrekkige betrouwbaarheid.
De meeste merken konden geen dealernetwerk opbouwen en waren afhankelijk van klanten in hun eigen regio, maar met een onbetrouwbare motor bleven die al snel weg en Deloma moest nog in hetzelfde jaar de productie staken.